# NK Smoljanci Sloboda
NK Smoljanci Sloboda je nogometni klub iz Svetvinčenata.

## Povijest
Klub je nastao 2000. godine spajanjem NK Smoljanci (osnovan 1963. godine) i NK Sloboda Svetvinčenat (osnovan 1952. godine).
U svojoj premijernoj sezoni osvojili su 1. mjesto u 2. ŽNL i plasirali se u 1. ŽNL. 
Trenutačno se natječe se u 1. ŽNL Istarskoj.